# Cornelius Schwanner

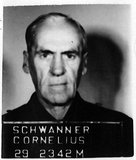
Cornelius Schwanner in amerikanischer Haft.

Cornelius Schwanner (* 25. September 1884 in Mondsee; † 15. Oktober 1947 in Landsberg am Lech) war ein österreichischer Kriegsverbrecher. Er gehörte zum Wachpersonal des KZ Flossenbürg und war Kommandoführer der KZ-Außenlager Johanngeorgenstadt und Obertraubling.
Schwanner stammte aus Österreich, wurde im September 1939 Mitglied der Waffen-SS und als solches in das Wachpersonal des KZ Flossenbürg aufgenommen. Im Dezember 1943 wurde er Kommandoführer in dem in einer früheren Möbelfabrik eingerichteten KZ-Außenlager Johanngeorgenstadt. Zum 1. Oktober 1944 wurde er zum SS-Sturmscharführer befördert. Im Januar 1945 wurde er nach Obertraubling versetzt, wo er nach Kriegsende in Gefangenschaft geriet. 
Im Flossenbürg-Hauptprozess, dem Kriegsverbrecherprozess der United States Army in der amerikanischen Besatzungszone am Militärgericht in Dachau, der vom 12. Juni 1946 bis zum 22. Januar 1947 im Internierungslager Dachau stattfand, wurde im November 1946 der Prozess gegen ihn eröffnet. Er wurde zum Tode verurteilt und am 15. Oktober 1947 im War Criminals Prison No. 1 in Landsberg durch den Strang hingerichtet.